# Episodi di Manifest (terza stagione)
La terza stagione della serie televisiva Manifest, composta da 13 episodi, è stata trasmessa in prima visione negli Stati Uniti sulla NBC dal 1º aprile al 10 giugno 2021.
In Italia la stagione è andata in onda su Premium Stories dal 19 aprile al 12 luglio 2021. In chiaro è stata trasmessa su Canale 5 dal 23 gennaio al 25 marzo 2022.
| n° | Titolo originale    | Titolo italiano        | Prima TV USA   | Prima TV Italia |
| -- | ------------------- | ---------------------- | -------------- | --------------- |
| 1  | Tailfin             | La deriva              | 1º aprile 2021 | 19 aprile 2021  |
| 2  | Deadhead            | La scatola dei ricordi | 8 aprile 2021  | 26 aprile 2021  |
| 3  | Wingman             | La piuma               | 15 aprile 2021 | 3 maggio 2021   |
| 4  | Tailspin            | Countdown              | 22 aprile 2021 | 10 maggio 2021  |
| 5  | Water Landing       | L'ultima prova         | 29 aprile 2021 | 17 maggio 2021  |
| 6  | Graveyard Spiral    | Tempo scaduto          | 29 aprile 2021 | 24 maggio 2021  |
| 7  | Precious Cargo      | La scialuppa           | 6 maggio 2021  | 31 maggio 2021  |
| 8  | Destination Unknown | Il vulcano dormiente   | 6 maggio 2021  | 7 giugno 2021   |
| 9  | Bogey               | Lacrime di sangue      | 13 maggio 2021 | 14 giugno 2021  |
| 10 | Compass Calibration | La prova del fuoco     | 20 maggio 2021 | 21 giugno 2021  |
| 11 | Duty Free           | Persecuzione globale   | 3 giugno 2021  | 28 giugno 2021  |
| 12 | Mayday: Part 1 e 2  | Mayday: 1 e 2 parte    | 10 giugno 2021 | 5 luglio 2021   |
| 13 | Mayday: Part 1 e 2  | Mayday: 1 e 2 parte    | 10 giugno 2021 | 12 luglio 2021  |

## La deriva
- Titolo originale: Tailfin
- Diretto da: Romeo Tirone
- Scritto da: Jeff Rake & Bobak Esfarjani

### Trama
Ben e Vance sono a Cuba per seguire la deriva dell'aereo. Dopo averlo toccato, Ben viene spinto via, mentre un ragazzo ne riprende la scena. Un poliziotto cubano vede il video e costringe Ben a riprodurre l'incidente di nuovo, ma Vance arriva per intervenire. Ben e Emmet (l'associato di Vance) salgono su un aereo per scappare dalla polizia, lasciando che Vance venga arrestato dal DGI locale.
Michaela e Zeke sono in luna di miele in Costa Rica quando Cal scopre che una recente chiamata è collegata a una passeggera dell'828, Angelina Meyer. Michaela scopre che Angelina è tenuta prigioniera in Costa Rica dai suoi genitori altamente religiosi, che credono che la loro figlia sia posseduta. Riesce a salvare Angelina e l'aereo di Ben viene deviato per salvare il gruppo.
Saanvi gestisce una clinica medica privata, mentre in una stanza segreta dell'ospedale segue i processi del mistero dell'828. Una donna visita il 129º distretto e parla con Jared, affermando di non aver sentito sua madre Kathryn Fitz da giorni. Ben e Michaela discutono sulla deriva dell'aereo, credendo che il volo 828 sia esploso e abbia ucciso tutti, ma sono stati resuscitati per ragioni ancora sconosciute. Jace, Pete e Kory vengono quindi mostrati emergere dal lago, mentre tornano in vita.
- Ascolti USA: telespettatori 3 994 000[6][7].

## La scatola dei ricordi
- Titolo originale: Deadhead
- Diretto da: Romeo Tirone
- Scritto da: Laura Putney & Margaret Easley

### Trama
Michaela ottiene la revoca della sospensione e si riunisce con Drea. Vedono i filmati dei camper del parco vicino al lago dove Jace, Pete e Kory, inizialmente creduti morti, sono resuscitati. Indagano e scoprono che gli uomini hanno aggredito due camper, rubandone uno e scappando.
Angelina ha una chiamata inquietante che la porta alla sua vecchia scuola. Con l'aiuto di Olive, trovano una scatola che teneva da bambina contenente una vecchia foto di sé stessa in una gelateria della catena di King Kone, ricordandole un tempo in cui la vita familiare era normale. Intanto, Pete dice a Jace che dovrebbero fuggire in Canada.
Jace è d'accordo, ma prima vuole cercare di guadagnare soldi nel luogo in cui ha lavorato anni fa: il King Kone. Mentre è lì, Pete recupera la foto che Angelina aveva lasciato. Jace e Kory, mentre Michaela e Drea arrivano sul luogo, scappano senza Pete. Pete viene arrestato e dice che la foto sia sua, dal momento che sullo sfondo (dietro ad Angelina) c'è lui da piccolo mentre mangiava un gelato. Nello stesso momento, arrivano Olive e Angelina che reclamano la foto. Altrove, Grace cerca di trovare un posto sicuro per Cal, dopo la fuga di Jace, Pete e Kory, costringendola a riunirsi con il fratellastro Tarik.
Inoltre, Ben riceve un aiuto inaspettato da Tim Powell per salvare Vance, mentre Zeke deduce che Saanvi è turbata da qualcosa. Una fuga di notizie sulla scoperta della deriva del volo 828 a Cuba, porta un'ondata di giornalisti in cerca di risposte a circondare la casa di Ben, che decide di scappare.
- Ascolti USA: telespettatori 3 151 000[7][8].

## La piuma
- Titolo originale: Wingman
- Diretto da: Michael Smith
- Scritto da: Simran Baidwan & Ezra W. Nachman

### Trama
Vance viene interrogato dalla NSA ma insiste che non lavorerà più per il governo, citando il tentativo di Fitz di farlo uccidere. Una chiamata porta Ben dal passeggero dell'828 Eagan, che lo aiuta a localizzare e salvare un adolescente da un museo che stava per esplodere. Ben porta il giovane a casa e viene rivelato che l'adolescente è il fratello di Kory.
Olive cerca di indagare su dei pezzi di opere d'arte egiziane che TJ le aveva dato, trovando nuovi indizi e una piuma di pavone nello stesso momento in cui Cal ha una visione di un pavone; l'opera d'arte suggerisce una connessione con la dea egizia Ma'at. In seguito viene mostrato Eagan mentre getta un pezzo chiave dell'opera d'arte egizia, dopo aver venduto i manufatti che ha rubato dal museo.
Michaela segue una chiamata a casa della sua defunta amica Evie, solo per trovare Greg morto sul pavimento a causa di un massiccio attacco di cuore. In seguito lei e Zeke accettano di prendersi cura di Beverly, la madre di Evie. Angelina fa visita a Pete nella sua cella di prigione, dicendo che si sente come se fosse stata chiamata per aiutarlo. Jared interroga Saanvi sul tempo che ha trascorso con il generale come sua falsa terapista, rendendo Saanvi nervosa all'idea che è stata lei ad ucciderla accidentalmente.
Pete e Kory hanno una chiamata e viene mostrato un camper con qualcuno che taglia gli occhi dalle foto dei membri della famiglia Stone. Dopo essere stato persuaso a rientrare nella NSA menzionando che la morte del generale Fitz è stata nascosta, Vance viene condotto in una grande stanza e reagisce con stupore a ciò che ha di fronte. 
- Ascolti USA: telespettatori 3 315 000[7][9].

## Countdown
- Titolo originale: Tailspin
- Diretto da: Michael Smith
- Scritto da: Marta Gené Camps & MW Cartozian Wilson

### Trama
Due mesi dopo, Vance è a capo della task force 828 per la NSA. Invita Ben e Saanvi a prendere parte all'operazione degli studi sui resti dell'828, con la deriva ora aggiunta al relitto dell'aereo. Vance mostra a Ben e Saanvi il vecchio video di sicurezza della deriva che scompare e Saanvi riconosce la data e l'ora sullo schermo, ovvero quando ha ucciso Fitz, lo stesso giorno in cui Zeke ha salvato Cal e ha battuto la data della morte.
Ben entra in un'area sicura e vede il corpo della passeggera dell'828 Kelly Taylor in un container sperimentale, ricordando che è stata colpita e uccisa più di un anno prima. Viene a sapere che il suo corpo non mostra più una ferita da proiettile, ma ha ferite compatibili con un incidente aereo e che ci sono tracce di alghe tropicali tipiche dei Caraibi, così da ipotizzare che i passeggeri siano morti sull'aereo.
Zeke scopre che le sue chiamate sono cambiate, quando sente esattamente quello che sta provando Beverly nell'episodio. In seguito usa questa capacità per convincere Pete a rivelare che il suo allenatore di football del liceo di nome Hannity stava costringendo lui, Jace, Kory a spacciare droga, il che ha provocato la morte di un compagno di squadra.
Usando la sua data di morte come scusa, Michaela convince Pete a rivelare che Jace sta andando a casa dell'allenatore Hannity, come predetto dalla chiamata. Michaela arriva e scopre che Kory è stato colpito da Jace per aver cercato di fermarlo, mentre Jace è fuggito. Su sollecitazione di Kory, Michaela trova della droga in uno sfiato e arresta l'allenatore Hannity. Nel frattempo, Jared e Drea scoprono di più sulla scomparsa di Fitz, mentre Emmett informa Vance che Jared si sta avvicinando troppo alla verità.
- Ascolti USA: telespettatori 3 206 000[7][10].

## L'ultima prova
- Titolo originale: Water Landing
- Diretto da: Marisol Adler
- Scritto da: Matthew Lau

### Trama
Jared continua ad avvicinarsi alla verità sul generale e viene rapito da Emmett con lo pseudonimo di agente speciale Fisher mentre Saanvi inizia a capire le conseguenze delle sue scelte; a Jared, in seguito, viene raccontata da Vance e alcuni agenti la storia del generale Fitz, presa da una spia nemica e poi uccisa.
Con solo un giorno dalla sua data di morte, Jace va su tutte le furie nel tentativo di vendicarsi di Michaela, mentre Pete viene portato a Eureka per essere sottoposto ad alcuni test. Nella roulotte di Jace, Michaela trova un disegno che corrisponde a una parte dell'antica pergamena su Maat, una dea egizia.
Levi suggerisce che si tratti di una rappresentazione di un antico test chiamato "L'ultima prova" che comprendeva tre criminali le cui storie corrispondono a Jace, Kory e Pete. La storia suggerisce che se Jace perdona Michaela e cerca la redenzione invece della vendetta, sarà risparmiato.
Vance permette a Pete di aiutare Michaela ad affrontare Jace al lago, dopo che Ben accetta di permettere a Eureka di sperimentare su di lui. Dopo che Tarik, in un bar, parla del suo progetto di aprire un ristorante a tema 828, la posizione di Grace e Cal viene rivelata su Internet da un giornalista che ha sentito la presentazione di Tarik. Durante la ricerca di Jace, Zeke perde i sensi, lasciando Michaela da sola nella sua ricerca.
- Ascolti USA: telespettatori 3 270 000[7][11].

## Tempo scaduto
- Titolo originale: Graveyard Spiral
- Diretto da: Sherwin Shilati
- Scritto da: Laura Putney & Margaret Easley

### Trama
Michaela combatte Jace, il quale, dopo aver avuto una visione collegata a Cal, crede che la sua sopravvivenza sia legata a lui. Jace, in seguito, fa cadere Michaela da un dirupo e corre alla ricerca di Cal. Michaela viene successivamente salvata da Zeke e Jared. A causa della rivelazione della posizione della famiglia, le gomme delle loro auto vengono tagliate, bloccando Tarik, Grace e Cal; inoltre, rubando l'auto di Michaela, Jace viene a conoscenza della loro posizione tramite un messaggio all'autoradio della polizia.
A casa di Tarik, Jace tende un'imboscata alla famiglia, insieme a Pete e ad Angelina quando arrivano per aiutare. Jace dice a Pete che crede che le risurrezioni e le date di morte siano tutte collegate a Cal, quindi se Cal muore, continueranno a vivere. Jace uccide Tarik, portando Grace a volere vendetta per la morte del fratello, mentre Kory arriva per proteggere Cal. Con il tempo quasi scaduto, Ben convince Grace a non sparare, e Jace sputa presto l'acqua del lago morendo.
Le ferite di Pete e Kory guariscono e rimangono vivi, apparentemente battendo la data della morte. Michaela promette di aiutare Pete a ottenere il rilascio anticipato tra un paio d'anni per le sue buone azioni, e Angelina promette di aspettarlo.
Dopo che Olive impedisce che la pergamena venga portata via da due uomini, qualcuno restituisce la borsa di Ben contenente l'ultimo pezzo mancante che Eagan aveva rubato. La pergamena rivela che, dal momento che i tre uomini sono stati risuscitati insieme, verranno giudicati insieme al momento della morte. Così una figura oscura si alza dal corpo di Jace, afferra Pete e Kory e li fa morire per la seconda volta. Ben e Michaela sono sbalorditi dalla consapevolezza che hanno mal interpretato le chiamate e gli indizi, mentre Angelina è devastata dalla perdita di Pete.
- Ascolti USA: telespettatori 3 206 000[7][11].

## La scialuppa
- Titolo originale: Precious Cargo
- Diretto da: Romeo Tirone
- Scritto da: Bobak Esfarjani & Ezra W. Nachman

### Trama
Dopo la morte di Jace, Kory e Pete, la dottoressa Gupta dice che Ben e Saanvi devono lasciare il progetto Eureka dopo che i loro compiti sono arrivati al termine. Michaela, Eagan e altri passeggeri dell'828 ricevono una chiamata da una nuvola scura sull'ala est dell'edificio che ospita la squadra di Eureka, poi vedono Ben lasciare l'edificio.
Eagan e altri due rapiscono Ben, che viene forzato da Eagan a rivelare ciò che sta accadendo nell'edificio. Ben ammette di essersi sottoposto a delle ricerche sul volo. Rivela che l'ala est è una banchina di carico e accetta di indagare mentre racconta anche a Eagan di Jace, Kory e Pete e di come tutti dall'828 siano "sulla stessa scialuppa di salvataggio": i loro destini sono uniti.
Michaela e Drea individuano Ben quando si scopre che la casa in cui si trovava con Eagan non appartiene a quest'ultimo. A quel punto, Ben accetta di collaborare con Eagan, lo salva da Michaela e lo informa di non fare nulla di cui si pentirà. Cal affronta il senso di colpa per la morte dello zio Tarik, dal momento che sapeva che Jace era lì, mentre Angelina ha sentimenti simili per la morte di Pete. Jared, intanto, si avvicina a Sarah Fitz, la figlia del Maggiore.
Saanvi fa una scoperta sui diversi composti metallici trovati nelle persone che sono tornate dal volo: sono diversi materiali, che, se uniti, formano lo zaffiro. La dottoressa Gupta in seguito decide di tenere Saanvi nel team delle ricerche dopo la sua scoperta; la dottoressa, però, le mostra un antico oggetto misterioso, contenuto in un contenitore con sopra il simbolo del Vaticano.
- Ascolti USA: telespettatori 3 045 000[7][12].

## Il vulcano dormiente
- Titolo originale: Destination Unknown
- Diretto da: Claudia Yarmy
- Scritto da: Eric Haywood & Marta Gené Camps

### Trama
L'oggetto nel container è un pezzo di legno pietrificato, che si pensa abbia diverse migliaia di anni, rivestito con gli stessi minerali trovati nei resti dell'828. Ben e Michaela seguono chiamate simili che li portano alla passeggera dell'828 Rachel Hall. L'ex marito di Rachel, Jonah, ha sposato sua sorella Hannah durante gli oltre 5 anni di assenza di Rachel, ma le cose non sono come sembrano. La rabbia di Rachel non è verso sua sorella, ma verso il suo ex marito violento che ha scoperto che sta abusando anche di Hannah. Ben interviene per impedire a Rachel di uccidere Jonah.
A causa di Ben che fa scattare l'allarme silenzioso, tutti e tre vengono arrestati dalla polizia. Michaela è arrabbiata con Ben per essersi messo in pericolo, ma dice che era necessario preservare la scialuppa di salvataggio dell'828. Poiché Jonah è imputato, Hannah accetta di testimoniare per conto di Rachel. Saanvi determina che il legno pietrificato ha circa 6 000 anni e contiene del DNA animale, che in seguito si scopre provenire da un pavone. Quando Gupta dice che il legno è stato espulso a causa di alcune scosse provocate da un vulcano a lungo dormiente, sul Monte Ararat, lei e Saanvi discutono della possibilità che potrebbe provenire dall'Arca di Noè.
Altrove, Angelina sembra essere in grado di calmare Eden ogni volta che piange, e Cal cerca di usare il potere di Zeke per capire se piace a una ragazza della scuola. Inoltre, Michaela e Drea notano che Jared ha stretto una relazione con Sarah Fitz.
- Ascolti USA: telespettatori 2 846 000[7][12].

## Lacrime di sangue
- Titolo originale: Bogey
- Diretto da: Laura Belsey
- Scritto da: Simran Baidwan & MW Cartozian Wilson

### Trama
Michaela, Ben ed Eagan ricevono chiamate simili in cui vedono delle nuvole nere, tranne per il fatto che sia Ben che Eagan vedono un leone sanguinare dagli occhi e immaginano che la loro casa si allaghi. Eagan lavora con Ben, che prende una copia del libretto di Al-Zuras, mentre vedono che la foto di Saanvi sul muro di Ben è bagnata.
Saanvi sta conducendo degli esperimenti bombardando il pezzo di legno con un simulatore di fulmini neri, quando i suoi occhi iniziano a sanguinare. Ben ne viene a conoscenza e chiede a Olive, che sta lavorando con Levi, se può fare ricerche sui leoni con gli occhi sanguinanti. Lei e Levi scoprono una leggenda che suggerisce che gli occhi siano un simbolo di inganno.
Michaela fa visita a Saanvi, le cui condizioni hanno perplesso gli esperti medici, e le fa ammettere di aver ucciso il Maggiore; così facendo, gli occhi di Saanvi guariscono immediatamente. Gupta mostra quindi a Saanvi il filmato al rallentatore del suo ultimo esperimento, che mostra che il legno pietrificato è scomparso per alcuni millisecondi prima di riapparire. Altrove, i poteri di empatia di Zeke lo portano a credere che Jared e Sarah siano una buona coppia, quando vede che Sarah aiuta Beverly a causa di un incidente a cena.
Angelina irrita Olive comportandosi e vestendosi come lei. Ben dice a Grace che le ultime chiamate probabilmente indicano che la scialuppa di salvataggio dell'828 sta caricando eccessivamente acqua. Intanto Angelina giunge al centro dove lavora Olive, che vuole riallacciare i rapporti con lei ma cambia idea quando la vede baciarsi con Levi. Per questo Olive la caccia dal centro. Ben, poi, guarda gli antichi marinai che affogano in uno dei disegni di Al-Zuras e riflette se le vittime si sono sacrificate per un bene superiore o se sono state gettate in mare.
- Ascolti USA: telespettatori 2 947 000[7][13].

## La prova del fuoco
- Titolo originale: Compass Calibration
- Diretto da: Ramaa Mosley
- Scritto da: Laura Putney & Margaret Easley

### Trama
L'ultimo esperimento di Saanvi sul legno pietrificato provoca un raro terremoto a New York. Quando Saanvi vede in televisione una fessura in una strada con la lava sotto, proprio nell'epicentro del terremoto, è convinta che il Monte Ararat sia arrivato a New York per reclamare il pezzo dell'Arca di Noè. Lei e Troy progettano uno stratagemma nel prossimo esperimento per provocare un'esplosione che lascia solo un mucchio di polvere, quando in realtà hanno rimosso il legno dall'edificio.
Ben va a trovare la passeggera dell'828 Astrid, la cui foto era in fiamme durante la sua chiamata e quella di Cal. Astrid ha ricevuto la chiamata di un ragazzo in pericolo, che risulta essere il figlio del noto Cody Webber, negazionista degli eventi dell'828, che Ben ha incontrato e da allora ha ricevuto un ordine restrittivo di non avvicinarsi a una certa distanza da lui. Ben aggredisce di nuovo Webber, quando si rifiuta di rivelare dove ha nascosto suo figlio.
Michaela e Jared interrompono il conflitto mentre Michaela e Astrid riescono a salvare il bambino dai detriti del terremoto. Jared dice che deve arrestare Ben per l'aggressione e Michaela accetta con riluttanza. A casa Stone, un incidente durante il terremoto fa credere ad Angelina che Eden sia il suo angelo custode. Cal è d'accordo sul fatto che lui, Angelina ed Eden abbiano tutti una connessione.
Tuttavia, quando Angelina mette alla prova la sua teoria, accende un fuoco che costringe Grace a cacciarla di casa con grande disappunto di Cal. Nel luogo della fessura stradale, Troy e Cooper causano una distrazione, permettendo a Saanvi di lanciare il legno pietrificato nella lava. La lava scompare e il selciato ritorna. Immediatamente, Cal riceve un'altra chiamata.
- Ascolti USA: telespettatori 2 847 000[7][14].

## Persecuzione globale
- Titolo originale: Duty Free
- Diretto da: Ruba Nadda
- Scritto da: Bobak Esfarjani & Darika Fuhrmann

### Trama
Cal sta nascondendo Angelina nella sua stanza quando si convince che Dio vuole che sia "il profeta" delle chiamate di Cal. Ben è ancora sotto accusa e aspetta di dichiararsi colpevole e presentare le circostanze attenuanti di quello che è successo con Cody Webber, ma attira un giudice negazionista dell'828 e si dichiara non colpevole. Il giudice fissa una costosa cauzione e fa mettere Ben agli arresti domiciliari, costringendo Grace a recuperare il deposito del suo ristorante e a ipotecare la casa per pagare la cauzione.
Ben e Michaela apprendono che le agenzie governative negli Stati Uniti e in tutto il mondo stanno stringendo le redini sui passeggeri dell'828. La situazione arriva al culmine quando si apprende che un passeggero è stato appena giustiziato a Singapore. Ben, Michaela, Cal e molti altri passeggeri hanno chiamate in cui si ritrovano in mezzo alle fiamme. Michaela crede che sia in parte perché Saanvi non si è ancora costituita, il che la mette in contrasto con Ben sulla decisione di arrestarla.
Saanvi, prima di far visita a Michaela, si ferma ad Eureka. Dopo aver confessato a Vance del pezzo di legno, vede che ora stanno facendo esperimenti sulla deriva dell'aereo, il che la porta a credere che causerà una catastrofe ancora più grande. Quando Saanvi arriva alla stazione di polizia, Michaela consegna il suo distintivo e la porta via dopo aver sentito gli ultimi sviluppi da Bowers.
Ben viene scarcerato e sta parlando con Vance quando Eagan, dopo essere stato arrestato, lo vede ed esplode di rabbia. È stato rivelato che la polizia di New York ha anche arrestato Adrian, che era stato un fuggitivo dall'incendio del club. Su sollecitazione di Angelina, Cal si presenta ai cancelli di Eureka chiedendo di vedere la deriva dell'828.
- Ascolti USA: telespettatori 2 779 000[7][15].

## Mayday: Parte 1
- Titolo originale: Mayday, Part 1
- Diretto da: Dean White
- Scritto da: Simran Baidwan & Marta Gené Camps

### Trama
Dopo aver appreso da Vance che Cal è a Eureka, Olive indossa il monitor alla caviglia di Ben in modo che Ben e Grace possano andare a prendere Cal. Scoprono che Cal ha una chiamata che gli sta ustionando la pelle e non si fermerà finché Eureka non smetterà di testare la deriva.
Saanvi tiene Cal in cura mentre Ben e Grace implorano la dottoressa Gupta di interrompere i test. Ben vuole distruggere la deriva, ma riceve una chiamata che gli rivela che deve riportarla nell'oceano, dove è stata trovata.
Vance cerca di intervenire ma Gupta ottiene l'autorizzazione a continuare i test dal quartier generale. Cal dice loro che Gupta ha bisogno di vedere per credere. Così tocca la deriva e scompare. Nel frattempo, Michaela riceve una chiamata condivisa con Bethany, Eagan e Adrian dove, nel volo 828, scorre sangue ovunque e conclude che è un avvertimento su qualcuno che sta per morire. Chiede loro aiuto per risolvere la chiamata prima che qualcuno muoia, ma Eagan e Adrian si rifiutano di aiutarli.
- Ascolti USA: telespettatori 2 763 000[7][16].

## Mayday: Parte 2
- Titolo originale: Mayday, Part 2
- Diretto da: Romeo Tirone
- Scritto da: Jeff Rake & Matthew Lau

### Trama
Per riavere Cal indietro, Ben e Vance progettano di rubare la deriva mentre Grace e Olive mettono insieme i disegni di Cal alla ricerca di indizi. Riconoscendo una costellazione nei disegni come un segno della sua defunta nonna, la dottoressa Gupta permette loro di prendere la deriva.
Eagan e Adrian incitano un gruppo di passeggeri, tra cui Angelina, ad affermare che gli Stones stanno lavorando con la NSA. Ciò porta Eagan e un altro passeggero a tenere in ostaggio il figlio di Vance. La chiamata di Michaela porta lei, Zeke, Drea e Jared a casa di Vance. Chiamano Vance che viene ad aiutare a salvare suo figlio. Jared scopre che Saanvi ha ucciso il Maggiore e che Michaela lo sapeva.
Dopo aver rischiato la vita per aiutare Ben a riportare la deriva nell'oceano, Saanvi si redime e ricomincia a ricevere chiamate. La sua chiamata condivisa con Ben e Michaela rivela che qualcuno è ancora in pericolo e devono tornare a casa in fretta.
Ispirata da Adrian per andare dal suo angelo custode, Angelina pugnala Grace e rapisce Eden. Cal ritorna da adulto e assiste la madre morente, dicendo: Va tutto bene, so cosa dobbiamo fare ora. Mentre la dottoressa Gupta sta lasciando Eureka, il Capitano Bill Daly del volo 828 riappare improvvisamente nella cabina di pilotaggio, per poi scomparire con gli ultimi resti dell'aereo.
- Ascolti USA: telespettatori 2 763 000[7][16].